# Eudoxia Borisovna Jusupova

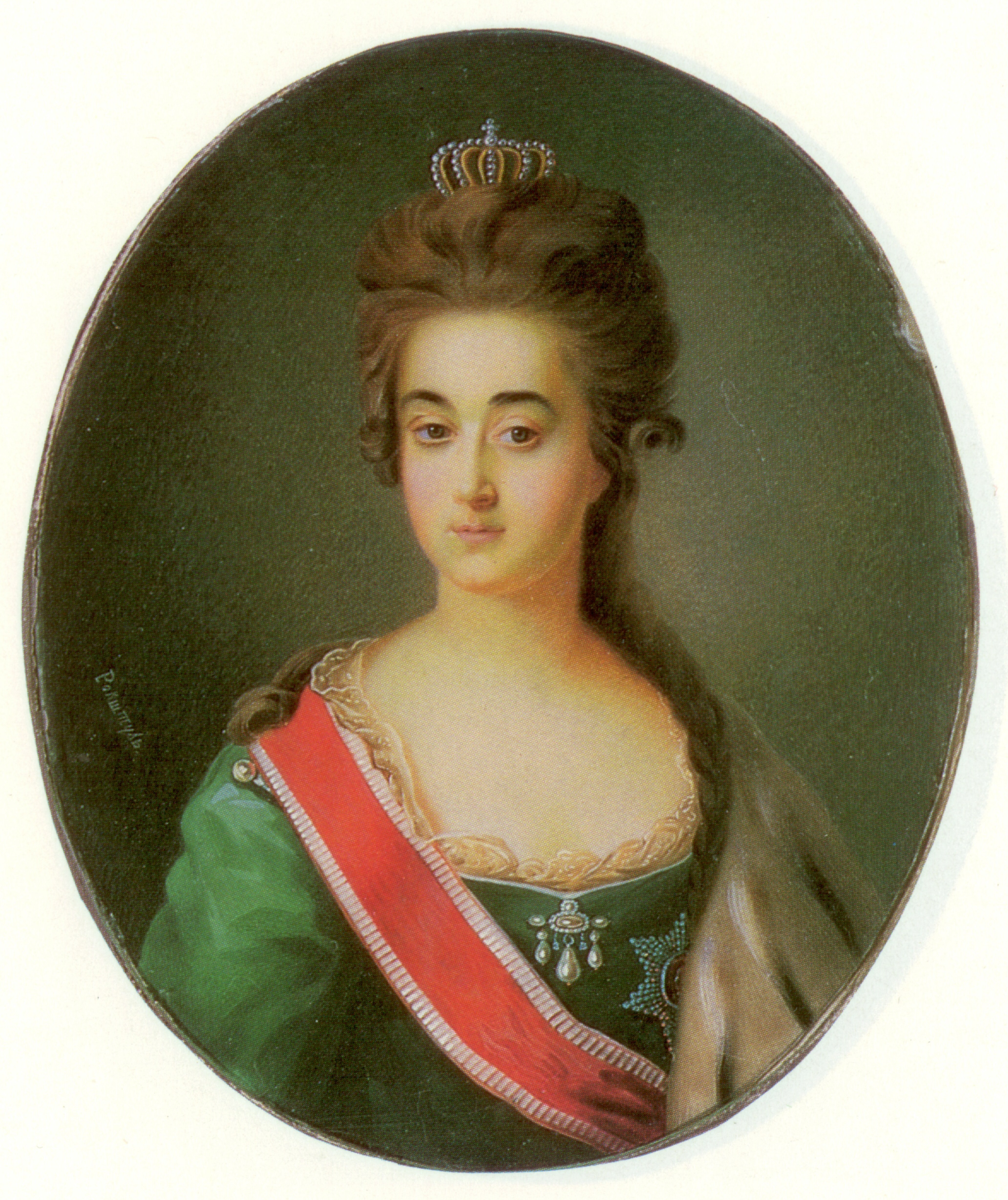
Eudoxia Borisovna Jusupova

Eudoxia Borisovna Jusupova, född 1743, död 8 (21) juli 1780 i  Sankt Petersburg, var en hertiginna av Kurland, gift i Mitau 6 mars 1774 med hertig Peter von Biron av Kurland. Skild 1778. 
Hon var dotter till prins Boris G. Yusupova och Irina Mikhailovna Zinovyeva. Det exakta datumet för hennes födelse är inte känt. Äktenskapet  arrangerades av kejsarinnan Katarina den stora i syfte att stärka banden mellan Ryssland och Kurland. Hon ska ha varit vacker och haft andliga kvaliteter. 
Eudoxia gjorde sig populär bland adeln i Kurland, och rapporteras initialt ha haft inflytande över Peter. Relationen mellan paret försämrades dock, och Peter utsatte Eudoxia för övergrepp. Eudoxia var inbjuden att närvara vid den ryske tronföljarens bröllop 26 september 1776. Efter vigseln vände hon sedan inte tillbaka till Mitau utan stannade kvar i Ryssland och separerade från Peter. Skilsmässan ordnades 27 april 1778. 
Eudoxia tilldelades 1777 Katarinaorden.